# Großharrie
Großharrie ist eine Gemeinde im Kreis Plön in Schleswig-Holstein.

## Geografie

### Geografische Lage
Das Gebiet der Gemeinde Großharrie erstreckt sich nordöstlich von Neumünster im nordwestlichen Teilgebiet des Naturraums Ostholsteinisches Hügel- und Seenland (Haupteinheit Nr. 702).

### Ortsteile
Kleinharrie, Brauner Hirsch, Kleinharrieredder, Großharriefeld und Vogelsang liegen im Gemeindegebiet.

### Nachbargemeinden
Unmittelbar ans Gemeindegebiet von Großharrie angrenzende Gemeindegebiete sind:
| Wattenbek            | Negenharrie                                 |             |
| Neumünster (Einfeld) | Kompassrose, die auf Nachbargemeinden zeigt |             |
|                      | Tasdorf                                     | Schillsdorf |

## Geschichte
Archäologische Funde im Gemeindegebiet weisen auf eine jungsteinzeitliche Besiedlung um Großharrie hin. Das Dorf wurde als Rundling angelegt und ist seit dem 13. Jahrhundert belegt.

## Politik

### Gemeindevertretung
Bei der Kommunalwahl am 14. Mai 2023 wurden insgesamt neun Sitze vergeben. Von diesen erhielt die Freie Wählergemeinschaft Großharrie fünf Sitze und die Allgemeine Wählergemeinschaft Großharrie vier Sitze.

## Wirtschaft und Infrastruktur

### Wirtschaftsstruktur
Die Wirtschaft in der Gemeinde Großharrie ist geprägt von der Urproduktion der Landwirtschaft. Weitere Betriebe in der Gemeinde sind in den gewerblichen Bereichen der Fleischverarbeitung und Landhandel tätig. Daneben sind am Ort ein Sattler und ein Service-Betrieb für Landtechnik mit Schwerpunkt Gabelstaplern ansässig.

### Bildung

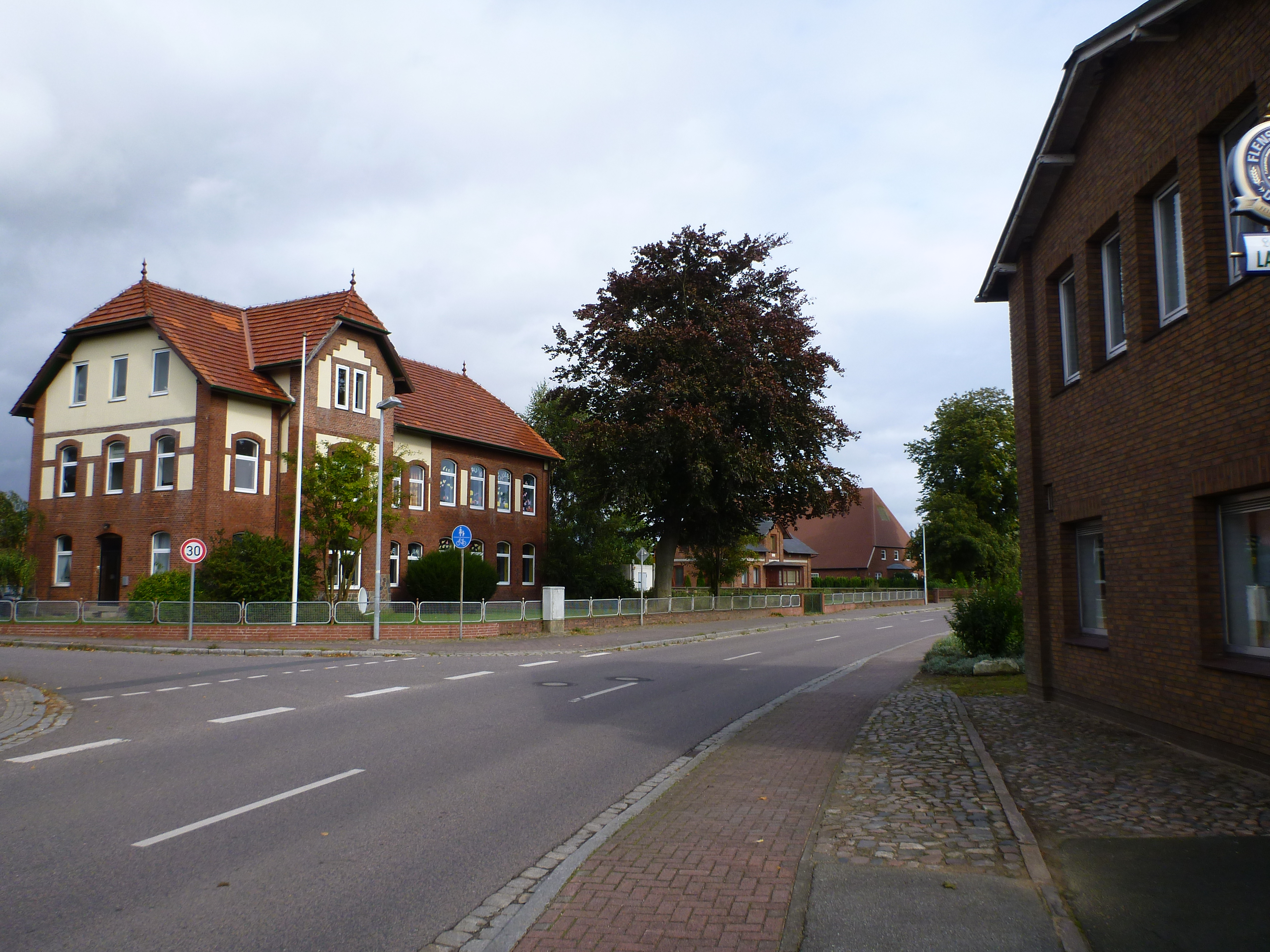
Grundschule von Großharrie

Großharrie ist ein Außenstandort der Grundschule Bönebüttel.

### Verkehr
Großharrie liegt etwa zehn Kilometer nordöstlich von Neumünster am Dosenmoor. Der Ort befindet sich zwischen der Bundesautobahn 7 im Westen, der Bundesautobahn 21 (Ausbaustrecke der Bundesstraße 404 von Kiel nach Bad Segeberg) im Osten und der Bundesstraße 430 von Neumünster nach Plön.

## Persönlichkeiten
Der Bibliothekar und Schriftsteller Torsten Haß verbrachte einen Teil seiner Kindheit in Großharrie, im Ortsteil Brauner Hirsch.